# Ломско пиво
„Ломско пиво“ АД е публично акционерно дружество, със седалище град Лом, област Монтана, с основен предмет на дейност: производство и продажба на пиво.
Дружеството е правоприемник на Пивоварна фабрика „Малотин и Хозман" (1894 – 1928), Пивоварна фабрика „Дунав" (1950 – 1968), Пивоварен завод „Дунав" (1968 – 1991), Държавна фирма „Ломско пиво" (1991 – 1992), „Ломско пиво"ЕООД (1992 – 1996) и „Ломско пиво"ЕАД (1996 – 1997).

## История на „Ломско пиво“ АД

### 1894 – 1947
Пивоварната е основана в Лом през 1894 г. от чехите Б.Малотин и В.Хозман. Фабричната сграда е построена от ломския строител Русин Петров по проект на чешкия технолог-пивовар Мамер. Строителството завършва през пролетта на 1885 г. Работници се набират от Лом и околността, като първоначално те са около 15 до 20 души.
Първоначално пивото се продава в града и близките градове Белоградчик и Берковица, а през следващите години започва пласмент и в други градове в страната. Фабриката е реконструирана на два пъти, предвид растящото производство. През 1895 г. са произведени 29 630 литра, през 1896 г. – 49 000 литра, през 1897 г. – 66 000 литра бира. През 1906 г. производството достига 400 000 литра, а през 1911 г. – до 1 000 000 литра.
Спадът в производството на бира след Първата световна война принуждава собствениците на пивоварни фабрики в България да образуват на 3 април 1927 г. пивоварен картел, в който влизат всички съществуващи към момента 18 фабрики, между които и „Малотин и Хозман". Съгласно решението на картела от 1927 г. пивоварната фабрика „Малотин и Хозман“ преустановява производството на бира. Ломската, варненската и плевенската пивоварни започват да пласират шуменско пиво. Създаването на картела не успява да преодолее спада и различията. и ломската фабрика спира производство през 1928 г. През 1931 г. пивоварния картел престава да съществува.
От 1928 г. до май 1950 г. фабриката не произвежда бира и е клон на пивоварната фабрика „Македония" – София.

### 1947 – 1990
На 23.12.1947 г. Народното събрание приема Закон за национализацията на частните индустриални и минни предприятия и банки. В този ден всички пивоварни фабрики са национализирани и включени в състава на Държавното индустриално обединение „Хранителна индустрия“.
Фабриката възобновява производството на бира през юни 1950 г. През 1952 г. пивоварните в страната преминават към Държавното стопанско предприятие „Винпром“, а през 1964 г. се включват в състава на ОДСП „Българско пиво“.
Чрез извършване на модернизация на съоръженията през 1960 г. годишното производство на бира в Пивоварна фабрика „Дунав“ достига 3 707 000 литра, а през 1964 г. – 4 736 000 литра. Нарастването на продажбите на ломското пива налага извършването на реконструкция на съществуващата фабрика. През 1963 – 1965 г. се монтира нова четрисъдна варилна инсталация, изгражда се ново ферментационно отделение, доставя се линия за бутилиране и капацитетът на предприятието се увеличава на 15 000 000 литра годишно, като производството на бутилирана бира нараства до 12 000 000 бутилки годишно.
В края на 1960-те години, фабриката е преименувана на Пивоварен завод „Дунав“. Годишното производство на бира през 1970-те години продължава да нараства – през 1971 г. са произведени 27 800 000 литра, през 1973 г. – 28 900 000 литра, през 1976 г. – 27 900 000 литра, през 1979 г. – 26 800 000 литра. През 1980 г. пивоварния завод работи с капацитет 25 000 000 литра годишно, като към него е придадено и бутилиращото предприятие в Михайловград.
През 1980 г. са доставени нови бутилиращи лиии, тунелен пастьоризатор, етикираща машина. През 1980 г. са произведени 23 400 000 литра, през 1983 г. – 18 000 000 литра, през 1988 г. – 22 500 000 литра, през 1990 г. – 24 400 000 литра.

### след 1990 г.
С решение № 152/06.12.1990 г. на министъра на земеделието и хранителната промишленост се образува фирма с държавно имущество „Ломско пиво" – гр. Лом. На 29.12.1990 г. в търговския регистър при Окръжен съд – Михайловград е вписана Държавна фирма „Ломско пиво", като правоприемник на активите и пасивите на Пивоварен завод „Ломско пиво" от прекратеното СО „Българско пиво". На 10.02.1992 г. в търговския регистър при Окръжен съд – Михайловград се вписва „Ломско пиво „ЕООД, като правоприемник на активите и пасивите на ДФ“Ломско пиво". През 1993 г. производството спада до 13 000 000 литра годишно. На 08.08.1996 г. Окръжният съд в Монтана вписва преобразуването на „Ломско пиво"ЕООД в „Ломско пиво"ЕАД.
Приватизацията на пивоварна „Ломско пиво“ е извършена през 1997 г. На 18.06.1997 г. Окръжният съд в Монтана вписва промяна във фирмата на дружеството от „Ломско пиво"ЕАД в „Ломско пиво“АД. Мажоритарен собственик става приватизационен фонд „Екоинвест“ – Козлодуй, преобразуван по-късно в търговско дружество „Екоинвест Холдинг“ АД.
През 2005 г. акциите на „Ломско пиво“ АД се изкупуват от „Агроинвест Инженеринг“ АД, Лом, с мажоритарен собственик „Енемона“ АД. В началото на април 2011 г. „Енемона" АД продава 100% от участието си в „Агро Инвест Инженеринг", с което прехвърля и 49,96% от акциите си в „Ломско пиво". Новият собственик е вносителят на автомобили Peugeot за България – „София Франс Ауто". През месец август 2011 г. „София Франс Ауто" прехвърля на борсата 40,44% от акциите на пивоварното дружество на инвестиционната компания „Би Джи Ай Проджектс" ООД.
След 2000 г. пивоварната непрекъснато се модернизира. През 2001 – 2003 г. последователно са подменени апаратите на варилната инсталация с неръждаеми с напълно автоматизирано управление. От 2002 г. „Ломско пиво“ АД започва да бутилира пиво в РЕТ-бутилки. През 2007 г. е подменен стъкления амбалаж с фирмен. Извършена е и подмяна на два от хладилните компресори от фирма GEA-Grasso.
Разширява се асортимента – на пазара се появяват „Алмус оригинално“ и „Алмус червено“ във виенски стил. „Алмус“ остава основната марка, която дружеството произвежда от създаването си до днес – тя е наложена на пазара като регионално пиво и е добре позната в „северозападния“ регион (Лом, Видин, Монтана, Враца, Козлодуй и Мизия) на страната. С цел диверсифициране на продуктовата гама, компанията успява в началото на 2006 г. да осъществи закупуването на търговските марки „Шопско“ и „Софийско“ от „Пивоварна София“АД. Идеята е тези марки да заемат мястото на „Алмус“ в ниския ценови сегмент и същевременно с това марката „Шопско пиво“ да позволи на пивоварната да придобие по-голям пазарен дял в Софийска област, без значителни инвестиции в утвърждаване на продукта, изграждане на канали за реализация и др. В началото на 2006 г. пивоварната сключва договор за производство на търговската марка „Ambrosius“, собственост на „Кауфланд България“, като продукцията с тази марка се реализира чрез веригата супермаркети на „Кауфланд“ в страната.
През 2010 г. е подмено изцяло оборудването на отделението за охлаждане и избистряне на пиво с нов пластинчат топлообменен апарат на фирма GEA и апарат на „Wirpool“ по проект на Hupman. От 2011 г. дружеството има сертифицирана система за управление на качеството по ISO 9001. През 2012 г. е подменена миялната машина за стъклени бутилки от фирма KHS и е извършена газификация на паровата централа. Извършена е и реконструкция на хладилно отделение и са подменени компресорите към нея.
Към 31.12.2011 г. реализираните нетни приходи от продажби на дружеството са в размер на 9 922 000 лева, което представлява увеличение от 38 % в сравнение с нетните приходи от продажби на дружеството за 2010 г.

## Марки бира
В портфолиото на „Ломско пиво“ АД са следните марки:
- „Алмус“:
  - „Алмус Special“ – светла бира. Състав: вода, ечемичен малц, хмел, бирена мая. Алкохолно съдържание – 5 % об. Екстрактно съдържание 11,5 °P.
  - „Алмус Lager“ – светла бира. Състав: вода, ечемичен малц, хмел, бирена мая. Алкохолно съдържание 4,5 % об. Екстрактно съдържание 10 °P.
  - „Алмус Dark“ – тъмна бира. Състав: вода, ечемичен малц, хмел, бирена мая. Алкохолно съдържание 5,5 % об. Екстрактно съдържание 12 °P.
- „Шопско светло“ – – светла бира. Състав: вода, ечемичен малц, хмел, бирена мая. Алкохолно съдържание 4,5 % об. Екстрактно съдържание 10 °P.
- „Мизия светло“ – светла бира. Състав: вода, ечемичен малц, хмел, бирена мая. Алкохолно съдържание 4 % об. Екстрактно съдържание 9 °P.
- „Gredberg“ – светла бира. Състав: вода, ечемичен малц, хмел, бирена мая. Алкохолно съдържание 4 % об. Екстрактно съдържание 9 °P.
- „Колежанско“ – светла бира. Състав: вода, ечемичен малц, хмел, бирена мая. Алкохолно съдържание 5 % об. Екстрактно съдържание 11,5 °P. Продуктът се произвежда в партньорство със Сдружение „ПФК Ботев“, гр. Пловдив.[10]

Продуктите на пивоварната неколкократно са отличавани с медали на Международното изложение „Monde Selection“ – Брюксел, Белгия.